# Theo Dannecker
Theo Dannecker (Tübingen, 27 maart 1913 - Bad Tölz, 10 december 1945) was een Duitse officier en SS-Hauptsturmführer (kapitein) tijdens de Tweede Wereldoorlog.
Tijdens de Tweede Wereldoorlog was hij SS-Hauptsturmführer in Parijs van 1940 tot 1943. Hij vertegenwoordigde Adolf Eichmann in de Franse hoofdstad en zorgde voor de oprichting van de Judenrat: een anti-Joodse organisatie die zich bezighield met het selecteren van Joden die zouden worden gedeporteerd naar de concentratiekampen.
In 1942 assisteerde hij in Bulgarije bij de Jodendeportaties in de met behulp van Duitsland veroverde gebieden Thracië en Macedonië. In 1944 deed hij hetzelfde in achtereenvolgens Hongarije en Italië.
Verder was hij chef van de Gestapo in Parijs voor "joodse zaken" tijdens de oorlog.
Dannecker pleegde zelfmoord in 1945 door zich op te hangen in zijn eigen woning.

## Militaire loopbaan
- SS-Oberscharführer: januari 1937
- SS-Untersturmführer: 10 september 1939
- SS-Obersturmführer: april 1940
- SS-Hauptsturmführer: 30 januari 1942

## Lidmaatschapsnummers
- NSDAP-nr.: 1234220[2] (lid geworden 27 juni 1932)
- SS-nr.: 38114 (lid geworden 20 juni 1932)

## Decoraties
- Sportinsigne van de SA in brons[2]
- Rijksinsigne voor Sport in brons[2]